# Revista Nickelodeon
Revista Nickelodeon este o revistă americană pentru copii inspirată din rețeaua de televiziune pentru copii Nickelodeon. Prima apariție a fost în 1990, ea fiind distribuită la restaurantele Pizza Hut participante; această versiune a revistei a avut doar două numere.